# Michel Corneille de Oude
Michel Corneille de Oude (Frans: Michel Corneille l'Ancien; circa 1601–1664) was een Frans kunstschilder en graveur.

## Leven

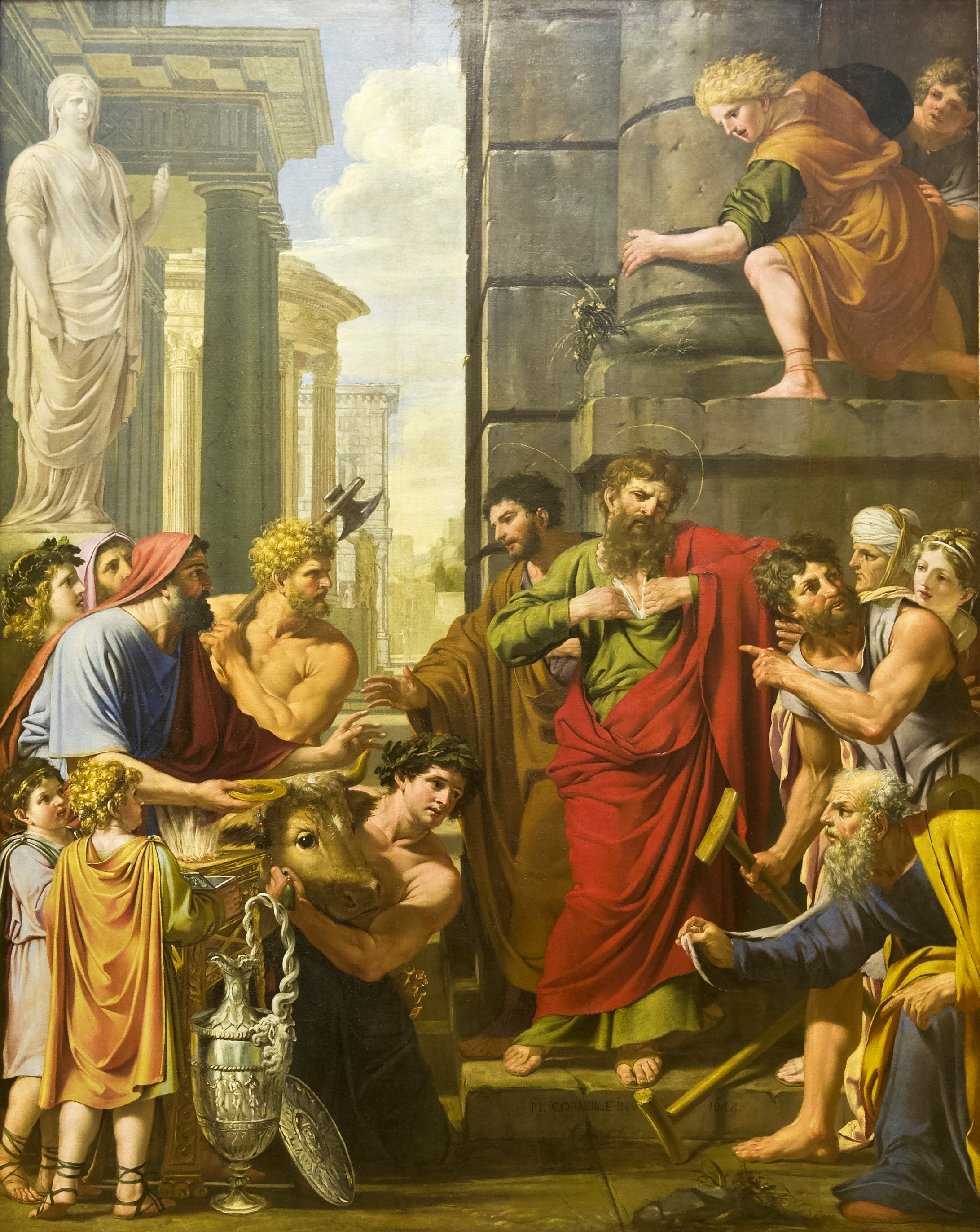
St. Paul en St. Barnabas in Lystra

Corneille werd geboren in Orléans. Hij was leerling van Simon Vouet, die erom bekendstond een grote invloed te hebben op de Franse manier van schilderen en zijn artistieke persoonlijkheid sterk over te brengen op zijn studenten. Corneille legde zich vooral toe op historische schilderingen. Hij was een van de twaalf originele leden van de Koninklijke academie voor beeldhouw- en schilderkunst ten tijde van de oprichting in 1648. In 1656 werd hij de rector van deze academie.
Corneille’s oude werk leek sterk op dat van Vouet, maar later ontwikkelde hij een eigen stijl die meer kenmerken vertoonde van Italiaanse kunst. Hij hielp mee met de decoratie van meerdere kerken in Parijs. Zijn bekendste werk is de "St. Paul en St. Barnabas in Lystra", geschilderd voor de Notre-Dame van Parijs.
Hij stierf in Parijs in 1664.